# Nothofagus truncata
Espèce
Le hêtre dur (Nothofagus truncata) est un arbre endémique de Nouvelle-Zélande.